# Ellerbach (Zorge)
Der Ellerbach ist ein knapp 8 km langer, nördlicher und linker Zufluss der Zorge auf dem Gebiet der Stadt Ellrich im thüringischen Landkreis Nordhausen.

## Verlauf
Der Ellerbach entspringt nördlich des 549 m hohen Stehlenberg und nordöstlich von Sülzhayn im Naturpark Südharz. Er fließt durch ein anfangs recht enges, später sich nach Süden öffnendes Tal gen Appenrode. Nachdem er das Dorf hinter sich gelassen hat, wird er verrohrt und tangiert das ehemalige Rittergut Bischofferode. Am westlichen Rand des Himmelsberg, nördlich von Woffleben, erreicht er die aus Ellrich heranströmende Zorge. 